# Noan Lelarge
Noan Lelarge (Romilly-sur-Seine, 23 juni 1975) is een voormalig Frans wielrenner.
Noan Lelarge begon zijn loopbaan in 2000 bij het Franse Bonjour. Na onder meer in de Ronde van Italië uitgekomen te zijn, reed hij een paar jaar als onafhankelijke, totdat hij in 2005 onderdak vond bij Bretagne - Jean Floc'h. Zijn specialiteit was tijdrijden en tevens was hij goed in staat in de bergen te rijden.

## Belangrijkste overwinningen
2006
- 3e etappe Ronde van de Ain
- 2e etappe Ronde van de Limousin
- 2e etappe Ronde van de Somme

2007
- 5e etappe Ronde van Normandië

2008
- Eindklassement Tour de la Manche
- 2e etappe Route du Sud

## Resultaten in voornaamste wedstrijden
| Jaar | Ronde van Italië | Ronde van Frankrijk | Ronde van Spanje |
| ---- | ---------------- | ------------------- | ---------------- |
| 2001 | opgave           |                     |                  |